# Площа Ангелів
Площа Ангелів — площа у центральній частині міста Львова, розташована між вулицями Театральною та Шевською. 

## Історія
Пляц Дикастеріальний був відомий від 1774—1795 років. З 1871 року — пляц Трибунальські, через розташовання біля нього судових установ, у 1933—1941 роках мала назву Яблоновського, на честь захисника Львова від татар гетьмана Станіслава Яна Яблоновського, оскільки саме 1932 року там було встановлено йому пам'ятник, перенесений з Валів Гетьманських (проспект Свободи). Це було п'яте й останнє місце перебування у Львові першого в Україні пам'ятника цивільній особі. 
У 1957 році площу перейменовано на честь підпільної організації членів КПЗУ часів Другої світової війни — Народної гвардії імені Івана Франка. 1992 року отримала назву на честь уродженця Львівщини, українського церковного діяча, ректора Києво-Могилянської академії, митрополита Рязанського і Муромського, президента Синоду Православної російської церкви Стефана Яворського (1658—1722)
23 серпня 2023 року, у Львові перейменували площу Стефана Яворського на площу Ангелів.

## Забудова
В архітектурному ансамблі площі Ангелів присутні класицизм та неоренесанс.
№ 1 — прибутковий будинок споруджений 1913 року за проєктом архітектора Тадеуша Врубеля у стилі раціонального модерну з елементами класицизму. У міжвоєнний період тут містилося Акціонерне електричне товариство, нині тут Федерація футболу Львівської області та магазин «Джинси», на місці якого нещодавно містився магазин подарунків і сувенірів. Від радянських часів на першому поверсі будинку працювала фабрика хімчистки «Сніжинка», нині — бістро «Цитрус». 
№ 2 — кам'яниця споруджена 1786 року за проєктом архітектора Клеменса Фесінгера.

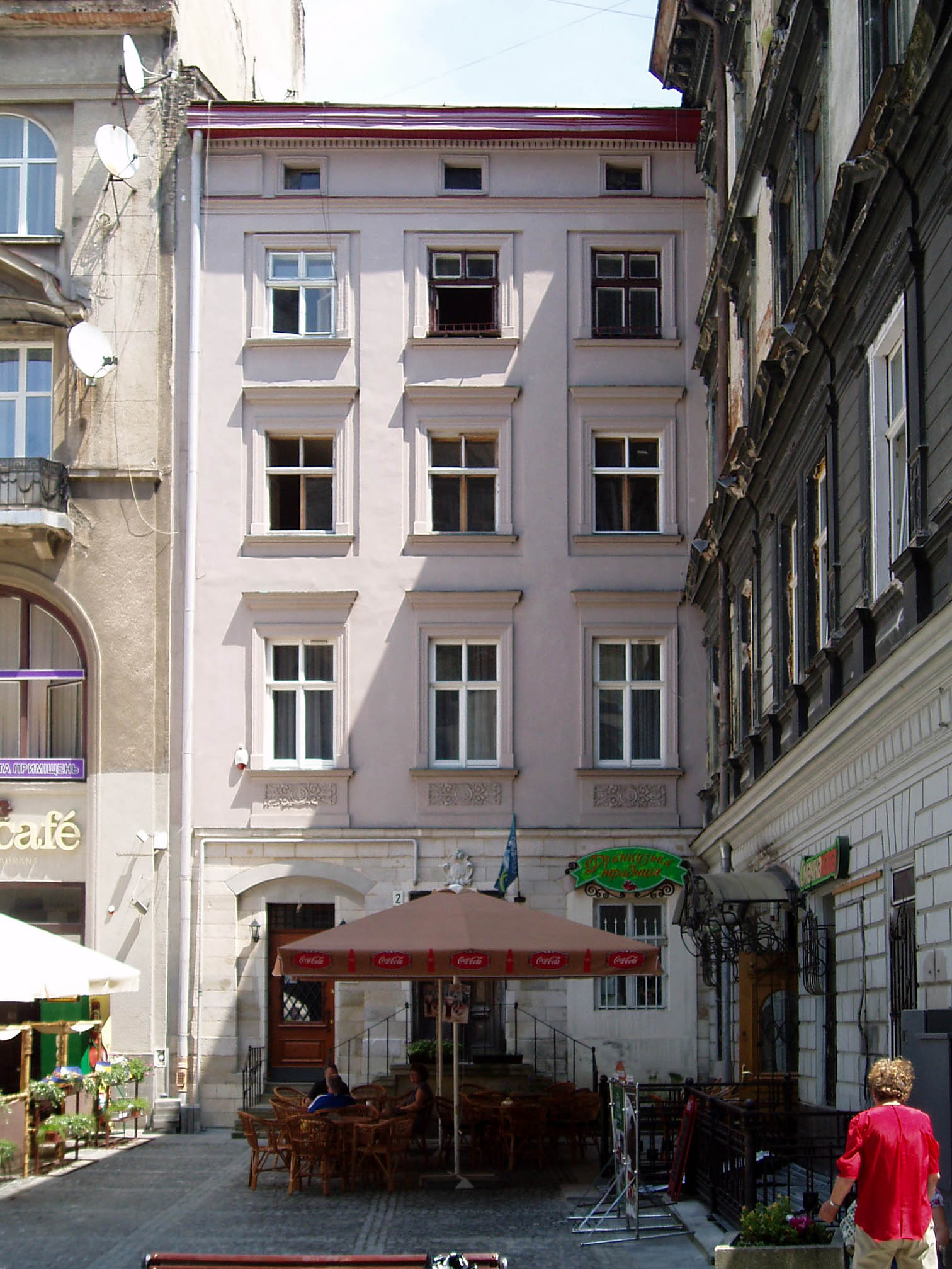
Кам'яниця XVIII століття (пл. Ангелів, 2)

## Пам'ятники
Пам'ятник гетьману Станіславу Яблоновському — найстаріший львівський пам'ятник світській особі, споруджений у 1752—1754 роках. Первісно скульптура була встановлена у внутрішньому подвір'ї Єзуїтської колегії у Львові, а тлінні рештки гетьмана було поховано у крипті костелу Єзуїтів. На початку XIX століття, під час упорядкування будинку колегії та прибудинкової території, пам'ятник був демонтований. Тривалий час за нього нічого не було відомо і лише 1859 року скульптуру випадково знайшов відомий львівський журналіст Іполит Ступницький. Відбувся збір коштів для реставрації, яку згодом виконали скульптори Парис Філіппі та Абель Марія Пер'є. У 1861 році відновлений монумент урочисто встановили на центральному львівському променаді, який з того часу отримав назву Гетьманських валів. 1932 року з невідомих причин перенесений на площу Трибунальську, звідки 1944 року пам'ятник безслідно зник, а на його місці з'явилися молоді деревця, обгороджені парканом.
У 1979—1980 роках на місці пам'ятника гетьману Станіславу Яблоновському встановлений пам'ятний знак «Борцям за Владу Рад». Його автором був відомий львівський скульптор, голова Львівської організації Спілки художників Йосип Садовський, архітектурне вирішення належить архітектору Анатолію Консулову. Пам'ятник відомий в народі як «цирозна печінка» (від форми скульптурної композиції). Демонтований на початку 1990-х років. 
Існує ідея встановити на цьому місці невеликий, камерний, пам'ятник імператору Францу Йосифові I, оскільки саме у колегії Єзуїтів були розташовані всі перші австрійські державні установи у Львові на початку XIX століття.